# Rusko (Musiker)

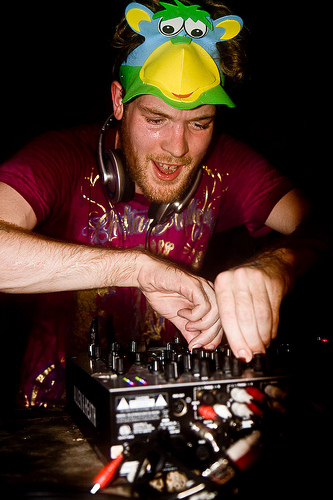
Rusko

Rusko (bürgerlich Christopher Mercer; * 26. Januar 1985 in Leeds, West Yorkshire, England) ist ein britischer Dubstepproduzent und DJ.

## Werdegang
Rusko absolvierte am Leeds College of Music seinen Schulabschluss mit einem Diplom in Musikproduktion. Geprägt von dem in Leeds gegründeten Event „Sub Dub“ und den nahegelegenen nördlichen Digital Mystikz „DMZ“ Events, welche beide im West Indian Centre stattfanden, zog Rusko nach London, um mit den Plattenfirmen Sub Soldiers und Stingray Records zu arbeiten.
Rusko begann seine Produktion 2006 bei Dub Police mit dem Titel SNES Dub. 2007 veröffentlichte er mit Sub Soldiers Babylon, Vol. 1.
Von der dunkleren Seite des Dubstep abgewandt brachte Rusko einen Upbeat-Sound in die Szene. Ruskos besonders erfolgreicher Hit Cockney Thug fand man auf verschiedenen DJ-Sets und Mixen, u. a. Pete Tong, Switch, M.I.A. und Santigold.
Seine Musik wurde auch von anderen Künstlern wie Buraka Som Sistema, Drop the Lime, Scratch Perverts, Sub Focus und Partner Caspa gemixt.
Zudem produzierte Rusko auch eigene Remixes von Adele und A-Trak featuring Kid Sister.
Rusko arbeitete mit M.I.A. an der Veröffentlichung ihres dritten Albums Maya. Sein vorletztes Album trägt den Titel OMG und wurde bei Mad Decent Records am 3. Mai 2010 im Vereinigten Königreich und am 4. Mai in den USA veröffentlicht. Rusko startete seine erste Welttournee nach der Veröffentlichung des Albums OMG. Die Tour war in Skandinavien, den Niederlanden, Belgien, Spanien und Frankreich ausgebucht. Sein aktuelles Album heißt Songs und beinhaltet 14 Songs. Rusko behauptete außerdem, er habe an Songs mit Rihanna und T.I. gearbeitet und optionales Material für Britney Spears kommendes Album produziert.
Ruskos Haus inklusive Produktionsstudio in Silverlake fingen am 8. November 2010 Feuer. Es gelang ihm jedoch, die Festplatten der Studiorechner zu retten. Rusko ist mit Belinda Stampler verheiratet.
Im Mai 2017 machte Rusko bekannt, dass er an einer seltenen Form von Magenkrebs (mit guten Behandlungschancen) erkrankt sei. Im Oktober 2017 verkündete er, dass er nach mehreren Chemotherapien krebsfrei ist.

## Diskographie

### Alben
- „SNES Dub“ 2006 (Dub Police)
- „Action Dread“ 2007 (Dub Police)
- „Cockney Flute“ 2007 (Dub Police)
- „Babylon: Volume 1“ 2007 (Sub Soldiers)
- „BetaMax“ 2007 (Veri Lo Records)
- „William H Tonkers“ 2007 (2nd Drop Records)
- „Roma“ 2007 (2nd Drop Records)
- „Dubstep Warz“ 2008 (Dub Files)
- „Get Your Cock Out“ 2008 (Dub Files)
- „Acton Dread Remix“ 2008 (Dub Thiefs)
- „Gone 2 Far“ 2008 (Sub Soldiers)
- „2 N A Q“ 2008 (Sub Soldiers)
- „Mr. Chips“ 2008 (Sub Soldiers)
- „Hammertime“ 2008 (Sub Soldiers)
- „Cockney Thug“ 2009 (Sub Soldiers)
- „Woo Boost“ 2010 (Mad Decent) #194 UK
- „Hold On (feat Amber Coffman)“ 2010 (Mad Decent) #96 UK
- „Everyday“ 2011 (Mad Decent) #106 UK[8]
- „Songs“ 2012 (Mad Decent)[9]

### Remixe
- 2007 Mike Lennon – „When Science Fails Remix“ (Z Audio)
- 2008 Kid CuDi – „Day 'N Night“
- 2008 D. Kay – „Fire Remix“ (Not on Label)
- 2008 Audio Bullys – „Flickery Vision (Ruskos Staying Awake Remix)“ (Vizo Records)
- 2008 HK119 – „C'est La Vie“ (Rusko Masher) (One Little Indian)
- 2008 L-Wiz – „Girl From Codeine City“ (Dub Thiefs)
- 2009 The Prodigy – „Take Me to the Hospital“ (Rusko Remix) (Ministry of Sound)
- 2009 Skunk Anansie – „I Can Dream Remix“ (One Little Indian)
- 2009 Lady GaGa – „Alejandro (Rusko's Pupuseria Remix)“ (Not on Label)
- 2009 Basement Jaxx – „Feelings Gone (Rusko Remix)“ (XL Recordings)
- 2009 Little Boots – „Remedy (Rusko's Big Trainers Remix)“ (679)
- 2010 Kid Sister – „Pro Nails (Rusko Remix)“ (Asylum Records)
- 2010 Rusko – „Bionic Commando (Rusko Remix)“ (Not on Label)
- 2010 Sub Focus – „Splash“ (RAM Records)
- 2010 Rusko – „Gadget GoGo“ (Not on Label)
- 2013 Left Boy – „Get It Right“ (Made Jour Label)

### Auftritte
- License To Thrill: Part Two 12" – Dub Police (2007)
- Tempa Allstars Vol. 4 12" – Tempa (2007)
- Rinse: 01 – Rinse Recordings (2007)
- C'est La Vie 12" – One Little Indian (2008)
- Cold Shoulder 12" – XL Recordings (2008)
- Watch The Ride – Harmless (2008)
- Exclusive Mix for Fenchurch – Sub Soldiers (2008)
- Radio 1 Essential mix (13/12/2008)
- НАБЛЮДАЙ 13 – МИШКА (2009)
- Amnesia Studio Mix – Zeno Dub (2008)
- Beatdown – Fabric Records (2009)
- Goresteps Most Hated – Borgore (2009)
- Neonspread 2 – EMI Music Japan Inc. (2009)